# François Jules Alexandre André
Pour les articles homonymes, voir François André et André.
 François Jules Alexandre André (Hon-Hergies, 27 janvier 1869 - Bruxelles, 1er novembre 1945), est un avocat, homme politique du Parti ouvrier belge (socialiste) et un militant wallon.

## Biographie
François André est le troisième enfant d’une famille de cultivateurs hennuyers, son père était originaire du village frontalier de Montignies-sur-Roc (en Wallonie) où son grand-père, originaire de Mons, était Notaire, sa mère ayant ses racines dans le  village frontalier de Hon-Hergies (en France) où il naquit en 1869. La Famille André s’établira ultérieurement dans le village belge d’Élouges à la lisière de la région du Borinage d'où était originaire sa grand-mère paternelle.
François André, après avoir achevé ses études secondaires à l’athénée royal de Mons, s’inscrit à l’université libre de Bruxelles dont il sortira Docteur en Droit. Il s’inscrit au barreau de Mons où, après son stage chez Fulgence Masson, il mènera une longue carrière d’avocat qui se spécialisera bien vite dans la défense des intérêts des diverses organisations du mouvement socialiste et des ouvriers.
Membre du Parti Ouvrier Belge (P.O.B.), il entre au conseil provincial du Hainaut en 1904, dès 1909 et jusqu’en 1914 il en assure la présidence du conseil une année sur deux avec un conseiller du parti libéral, il le préside seul à partir de 1919.
Durant la grande guerre et l'occupation allemande, François André fut membre du Comité Provincial de Secours et d'Alimentation.
Au sortir de la grande guerre, François André est pressenti pour devenir le premier gouverneur socialiste du Hainaut, les membres du conseil des ministres marquent leur accord lors de la réunion du 10 mai 1919 pour une telle nomination à condition que le gouverneur en place, le catholique Maurice Damoiseaux, accepte de présenter sa démission. Cette nouvelle soulève une levée de boucliers dans la presse catholique, les opinions républicaines de François André étant souvent mise en avant pour contester son accession au poste de gouverneur. Cette polémique se révélera finalement vaine, le gouverneur Damoiseaux refusa de démissionner, le gouvernement ne se mettra jamais d’accord sur une éventuelle révocation de celui-ci, la place n’étant pas libre, François André fut nommé Haut-Commissaire royal pour la restauration des régions dévastées  des provinces de Brabant et Hainaut.
En 1924, à la suite du décès du Dr Louis Caty, François André quitte la présidence du conseil provincial pour devenir député permanent et ce jusqu’en 1939. Son action se concentra sur la politique culturelle ainsi que sur les questions d’enseignement.
François André est  élu sénateur coopté le 25 avril 1939, mandat qu’il occupera jusqu’à son décès en novembre 1945, en raison de la guerre il n'eut guère l'opportunité de prendre part aux travaux de la haute assemblée.
Son frère ainé Édouard André, brasseur, fut bourgmestre socialiste d'Élouges.  
Des rues d’Élouges et de Quaregnon ainsi qu’une avenue de Jemappes lui sont dédiées.

## Le militant wallon
Évoquée dès la fin du XIXe siècle, la perspective de créer un Parlement wallon pour que les Wallons puissent décider de leur propre sort est une formule assez révolutionnaire. En pays de Liège, notamment Émile Jennissen et Léon Troclet sont convaincus que la séparation administrative doit prendre la forme d’une Belgique où de nouvelles entités (trois idéalement, deux et demi au minimum) disposent d’une large autonomie. 
En Hainaut, par contre, on se montre davantage attiré par une formule de décentralisation accrue des pouvoirs vers les provinces. L’efficacité de plusieurs initiatives prises par le pouvoir provincial hennuyer - où libéraux et socialistes se partagent la majorité – et motivé par des préoccupations à la fois politiques et régionalistes, Émile Buisset, Paul Pastur et François André  proposent de privilégier une plus grande autonomie provinciale et communale. Ce dernier défendra en vain cette option ‘provinciale’ lors du Congrès wallon du 7 juillet 1912 qui lui préféra l’option ‘fédérale’ défendue par Jules Destrée. 
Cela n’empêchera pas François André d’être l’un des membres fondateurs de l’Assemblée wallonne mise en place après le congrès. Sorte de Parlement wallon informel, l’Assemblée wallonne réunit les délégués de tous les groupements d’action wallonne ainsi que les parlementaires élus dans les arrondissements wallons ainsi que des élus provinciaux et locaux. Il y préside la commission des Sciences et des arts en charge principalement de l'enseignement. 
Durant la grande guerre, François André est sollicité par divers militants wallons voulant tirer profit de la politique de séparation administrative mise en place par l’occupant allemand en mars 1917, il opposera une fin de non-recevoir.  Au sortir de la grande guerre, il reprend ses activités dans le mouvement wallon, il se prononce clairement pour l’unilinguisme des provinces flamandes et wallonnes et continue à défendre son choix de l’autonomie provinciale.
Homme de culture, François André fut président de la section du Hainaut de la Fédération des artistes wallons, il apportera ainsi son soutien au groupe Nervia, il fut membre du comité d’honneur du premier Congrès culturel wallon organisé à Charleroi en novembre 1938.